# Ligne à écartement métrique de Bulle à Broc-Fabrique
La ligne à écartement métrique de Bulle à Broc-Fabrique est une ancienne ligne de chemin de fer à écartement métrique et à voie unique électrifiée du réseau des Transports publics fribourgeois. Elle reliait la gare de Bulle à la gare de Broc-Fabrique, au niveau de la chocolaterie de la maison Cailler via La Tour-de-Trême et Broc. Elle était desservie par les trains de la ligne S60 du RER Fribourg avant d'être convertie en voie à écartement normale entre 2021 et 2023.

## Historique
La ligne de Bulle à Broc-Fabrique a été ouverte en 1912, où elle est reliée à la chocolaterie Cailler (aujourd'hui Nestlé). Le prolongement de cette ligne vers Fribourg, prévu à l'origine, n'a pas été construit en raison de la Première Guerre mondiale. Après l'ouverture de l'autoroute A12 à la fin des années 1970, une ligne de bus rapide a été établie sur la ligne entre Bulle et Fribourg, qui a fonctionné jusqu'en 2011.
La ligne a été exploitée jusqu'en 1942 par les Chemins de fer électriques de la Gruyère, date à laquelle ils ont été intégrés à la compagnie des Chemins de fer fribourgeois, qui prit pour sigle GFM, Gruyère - Fribourg - Morat, créée par la fusion des compagnies suivantes :
- les chemins de fer électrique de la Gruyère ;
- le chemin de fer Fribourg-Morat-Anet (FMA) ;
- le chemin de fer Bulle - Romont (BR).

Le 1er janvier 2000, les GFM ont fusionné avec la compagnie des Transports en commun de Fribourg (TF) pour former les Transports publics Fribourgeois (TPF).
Pour le dernier week-end d'exploitation, les 27 et 28 mars 2021, des véhicules historiques des TPF remplacent les trains de la ligne S60 suivant l'horaire.

## Tracé
En raison de la nature des régions traversées, la ligne a un profil assez difficile avec des déclivités atteignant 50 ‰. La ligne est équipée d'une signalisation automatique de type block.
La ligne est électrifiée en courant continu 900 V dès la mise en service en 1901,.
La ligne quitte la gare de Bulle sur une section commune avec la ligne Palézieux-Bulle-Montbovon durant plusieurs centaines de mètres, jusqu'après la traversée de la Trême où la ligne bifurque vers le centre-ville de La Tour-de-Trême où elle dessert la gare homonyme. La ligne continue en pente régulière de 29 ‰ pour desservir la gare de La Tour-de-Trême Parqueterie après avoir croisé la route principale 190. Après une partie plus plate, la ligne replonge suivant une pente de 32 ‰ jusqu'à la gare des Marches. La ligne remonte ensuite en rampe de 32 ‰ pour desservir la gare de Broc-Village avant de replonger en pente de 50 ‰ jusqu'au terminus de Broc-Fabrique.

## Changement d'écartement
L'ensemble de la ligne de Bulle à Broc-Fabrique a vu sa voie métrique remplacée par une voie normale afin de permettre des relations directes de Berne jusqu'à la chocolaterie suisse de la maison Cailler à Broc. Les travaux ont débuté le 15 juin 2020 jusqu'au 26 août 2023. Les gares ont été adaptées aux personnes à mobilité réduite et les quais allongés afin de permettre la réception à quai de rames en unité double. Une nouvelle gare routière sera construite à proximité de la gare ferroviaire de Broc-Village tandis que les points d’arrêt La Tour-de-Trême, Broc-Village et Broc-Fabrique ont été réaménagés avec de nouveaux quais d'une longueur de 150 mètres chacun, conformes à la loi sur l’égalité pour les handicapés. Trois passages à niveau dans le secteur de Broc ont été supprimés et la modification du tracé a permis d’adoucir la pente et les courbes de la ligne. Le tronçon commun avec la ligne Palézieux-Bulle-Montbovon a été équipée d'un troisième rail pour faire passer aussi bien les trains à écartement métrique qu'à écartement normal. Les travaux se sont terminés en aout 2023.
La ligne est desservie par deux trains de voyageurs par heure et par sens. Un sillon par heure et par sens est également prévu pour la circulation de trains de fret entre Romont et Broc-Fabrique pour la desserte de la fabrique de chocolat Cailler,.
Ce projet est intervenu en complément du déplacement de la gare de Bulle terminé en août 2023 afin de créer un nouveau nœud de correspondance plus accessible entre les transports publics, en conformité avec la loi sur l'égalité pour les handicapés, et la création d'une zone de croisement dynamique des trains en direction de la gare de Romont.
Il faut remarquer que le tronçon entre Bulle et La Tour-de-Trême est désormais équipé de trois rails et d'une alimentation électrique commutable (15 kV et 900 volts) afin de permettre la cohabitation des trains vers Broc-Fabrique  et ceux de la ligne Palézieux - Montbovon.